# 异常值
在统计学中，异常值（又稱離群值）是指与其他观测值有显著差异的数据点。异常值可能是由实验误差造成；后者有时会从数据集中排除。异常值可能会导致统计分析中出现严重问题。
能妥善處理異常值的估计量，稱為「穩健」。例如，中位數是集中趋势的穩健統計量，但平均數則不然。